# بيريكوا
بيريكوا Pirekua ( Purépecha ) هو شكل من أشكال أغنية شعب البوربيشا في ميتشواكان في المكسيك). مغني البيريكوا، البيريكوا، قد يكون ذكرًا أو أنثى، منفردًا أو برفقة، ويمكن أداء البيريكوا بالآلات الموسيقية. تعمل Pirériechas كوسطاء اجتماعيين و"تعبر عن المشاعر وتنقل الأحداث ذات الأهمية لمجتمعات Purépecha." 
تشتمل مجموعات البيريكوا عادةً على "اثنين أو ثلاثة جيتار، وأوتار، ورياح، وفرقة نحاسية صغيرة، أو [بيريريشا ] غير مصحوبة."  يتم إجراؤها بـ "إيقاع لطيف" بشكل عام في النغمات (>3<3< مرات ) أو أباجينيوس (66>>><><></spa> مرة )، يجمع هذا النوع بين التأثيرات الأفريقية والأوروبية والأمريكية الأصلية. ترتبط البيريكوا بالابن والفالس، وتشير هنريتا يورتشينكو إلى أن كلا من الابن والبيريكوا يعملان في عداد ثلاثي بطيء، ويتم الاداء كثنائيات، ويتميزان بتسلسل إيقاعي ضد الأنماط الثابتة في المرافقة، واستخدام اثنين إلى ثلاثة أوتار ( ) -IV-V ) والوتر الرئيسي أو ثانوي مع تعديل قليل.
تتراوح موضوعات كلمات البيريكوا "من الأحداث التاريخية إلى الدين والفكر الاجتماعي والسياسي والحب والتودد، مع الاستخدام المكثف للرمزية". تستخدم الكلمات الزهور بشكل متكرر كرموز للأنوثة والعاطفة والهوية المحلية. بينما يتم غناء الأبناء عادةً باللغة الإسبانية، يتم غناء البيريكوا عادةً في البيوريبيتشا، وبينما يميل السون إلى الحياة اليومية، تميل البيريكوا أكثر نحو التعبيرات الشعرية لرؤية بوريبيشا للعالم.

## روابط خارجية
- خدمات إعلامية: " البيريكوا، الأغنية التقليدية للبورهيبيشا "، موقع اليونسكو.